# Adam Peraudo
Adam Peraudo (27 dicembre 1987) è un ex sciatore alpino italiano.

## Biografia
Originario di Claviere e attivo in gare FIS dal dicembre del 2002, Peraudo ha esordito in Coppa Europa il 18 gennaio 2006 a Sella Nevea in discesa libera (91º) e in Coppa del Mondo il 13 dicembre 2009 a Val-d'Isère in slalom gigante, senza completare la prova.
Ha conquistato il suo primo podio in Coppa Europa il 6 dicembre 2011 a Trysil in slalom gigante, piazzandosi 3º alle spalle del tedesco Stefan Luitz e del compagno di squadra Roberto Nani; il 23 febbraio 2012 ha colto a Sella Nevea in supercombinata il suo secondo e ultimo podio nel circuito continentale (2º). La sua ultima gara in Coppa del Mondo è stato lo slalom speciale di Wengen del 17 gennaio 2015 e la sua ultima gara in carriera è stato lo slalom speciale FIS di Les Arcs del 2 aprile 2016: in entrambi i casi Peraudo non ha completato la prova. In carriera non ha preso parte né a rassegne olimpiche né iridate.

## Palmarès

### Coppa Europa
- Miglior piazzamento in classifica generale: 33º nel 2012
- 2 podi:
  - 1 secondo posto
  - 1 terzo posto

### Australia New Zealand Cup
- Miglior piazzamento in classifica generale: 4º nel 2013
- 3 podi:
  - 1 vittoria
  - 1 secondo posto
  - 1 terzo posto

#### Australia New Zealand Cup - vittorie
| Data              | Località   | Paese         | Specialità |
| ----------------- | ---------- | ------------- | ---------- |
| 11 settembre 2012 | Mount Hutt | Nuova Zelanda | SL         |

Legenda:

SL = slalom speciale